# オスカル・ガット
オスカル・ガット（Oscar Gatto、1985年1月1日 - ）は、イタリア、モンテベッルーナ出身の自転車競技(ロードレース）選手。

## 来歴
2007年
- ゲロルシュタイナーと契約を結ぶ。
- ジロ・デ・イタリア 総合141位

2008年
- ブエルタ・ア・エスパーニャ 総合127位

2009年
- ISD・ネーリに移籍

2010年
- コッパ・チッタ・ディ・ストレーザ 優勝

2011年
- ジロ・デ・イタリア 区間優勝（第8ステージ）
- トロフェオ・マッテオッティ 優勝
- ジロ・ディ・ロマーニャ・エト・コッパ・プラッチ優勝

2012年
- ロードレース世界選手権・個人ロードレース 13位

2013年
- ドワルス・ドール・フラーンデレン 優勝

2017年
- ツアー・オブ・オーストリア　区間優勝（プロローグ）